# Antonio Palomino
Don Acisclo  Antonio Palomino de Castro y Velasco, född 1655, död 13 april eller 12 augusti 1726, var en  spansk målare och författare.
Palomino idkade i Cordoba vetenskapliga studier, men studerade därjämte konst. Sedan han 1678 flyttat till Madrid, blev han 1688 hovmålare och utförde åtskilliga arbeten, som anses vittna om skicklighet. Sin största betydelse har han dock som skriftställare genom El museo pictorico (3 band, 1715–24), innehållande dels måleriets teori, dels biografier över spanska konstnärer, vilken förskaffat Palomino namnet Spaniens Vasari.